# Audea subligata
Audea subligata är en fjärilsart som beskrevs av William Lucas Distant 1902. Audea subligata ingår i släktet Audea och familjen nattflyn. Inga underarter finns listade i Catalogue of Life.

## Bildgalleri

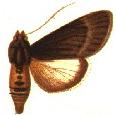